# Karl Wilhelm Schurig
Karl Wilhelm Schurig (né le 17 décembre 1818 à Leipzig, mort le 10 mars 1874 à Dresde) est un peintre saxon.

## Biographie
Schurig étudie à la Hochschule für Grafik und Buchkunst Leipzig, puis vers la fin des années 1830 à l'École supérieure des beaux-arts de Dresde, où il devient plus tard l'élève d'Eduard Bendemann. Grâce à une bourse de voyage universitaire, il peut visiter l'Italie de 1845 à 1848.

Copie de La Madone Sixtine.

De retour à Dresde, il se marie et s'essaie au travail de peintre indépendant, sans grand succès. Il devient enseignant en 1853, mais même après sa nomination à l'Académie de Dresde en 1857, les moyens financiers sont insuffisants. Les lithographies qu'il réalise pour la société de Dresde Brockmann à des fins de reproduction photographique sont une solution. Avec celles-ci, il acquiert une grande réputation pour leur taille et leur qualité artistique.
Schurig meurt le 10 mars 1874 après une longue maladie et est enterré le 13 mars à Dresde.
Son fils Felix (1852-1907) devient un artiste et émigre en Amérique du Nord au tournant du siècle.